# Un lugar común
Un lugar común (lit. ‘Un lloc comú’) és una pel·lícula dramàtica catalana del 2024 dirigida per Celia Giraldo en el seu debut com a directora de llargmetratge en solitari. És protagonitzada per Eva Llorach.

## Sinopsi
La Pilar, de 52 anys, es veu obligada a deixar la seva feina com a infermera per una jubilació anticipada. Entra en una crisi existencial després d'aferrar-se desesperadament a la cura de la seva família.

## Repartiment
- Eva Llorach com a Pilar[5]
- Mia Sala-Patau[5]
- Felix Pons[5]
- Teo Soler[5]
- Jordina Sala[5]
- Marta Aguilar[5]
- Aina Clotet[5]

## Producció
La pel·lícula va ser produïda per Escac Studio, Escándalo Films i Materia Cinema i va comptar amb la col·laboració de TV3. Es va rodar a Catalunya.

## Estrena
La pel·lícula es va projectar per primer cop al D'A Film Festival Barcelona el 7 d'abril de 2024. També es va projectar a l'Atlàntida Mallorca Film Fest el 25 de juliol. Es va estrenar als cinemes el 14 d'agost de 2024 a càrrec d'Alfa Pictures.